# レミオベスト
『レミオベスト』は、日本のロックバンド・レミオロメンが2009年3月9日にOORONG RECORDSから発売した1枚目のベスト・アルバムである。

## 内容
前作『風のクロマ』から約5か月ぶりにして、デビュー5周年を記念して発売された初のベスト・アルバム。一般的にCDの発売日はシングル・アルバム問わず毎週水曜日が通例であるが、自身にとってゆかりのある3月9日の月曜日に発売された。
初回生産限定盤と通常盤の2形態で発売され、初回生産限定盤には特典として2006年8月12日に山梨県の学校法人日本航空学園・滑走路で開催された、ワンマンライブ『レミオロメン SUMMER LIVE“STAND BY ME”』公演の模様を収録したDVDが同梱された。また、自身の地元である山梨県では数量限定の山梨県限定盤と称して山梨放送開局55周年記念として制作された未発表のデモ音源「ラジオ」が追加収録された。
オリコンチャート初登場1位を獲得。3作連続でTOP3入りと月間チャート入りを果たし、日本レコード協会からゴールドディスク認定を受けている。
シングル曲ではアカシア、モラトリアム、蒼の世界、茜空、蛍、RUN、オーケストラが未収録となっている。

## 収録曲
| 全作詞・作曲: 藤巻亮太（M-14、作曲: 前田啓介）。 |                           |                                    |                                    |                        |                      |      |
| #                                                | タイトル                  | 作詞                               | 作曲・編曲                         | 編曲                   | ストリングスアレンジ | 時間 |
| 1.                                               | 「Sakura」                | 藤巻亮太 （M-14、作曲: 前田啓介 ） | 藤巻亮太 （M-14、作曲: 前田啓介 ） | レミオロメン、皆川真人 | 皆川真人             | 4:59 |
| 2.                                               | 「3月9日」                | 藤巻亮太 （M-14、作曲: 前田啓介 ） | 藤巻亮太 （M-14、作曲: 前田啓介 ） | レミオロメン、小林武史 |                      | 4:24 |
| 3.                                               | 「スタンドバイミー」      | 藤巻亮太 （M-14、作曲: 前田啓介 ） | 藤巻亮太 （M-14、作曲: 前田啓介 ） | レミオロメン、小林武史 | 小林武史、四家卯大   | 5:05 |
| 4.                                               | 「電話」                  | 藤巻亮太 （M-14、作曲: 前田啓介 ） | 藤巻亮太 （M-14、作曲: 前田啓介 ） | レミオロメン           |                      | 5:31 |
| 5.                                               | 「ビールとプリン」        | 藤巻亮太 （M-14、作曲: 前田啓介 ） | 藤巻亮太 （M-14、作曲: 前田啓介 ） | レミオロメン           |                      | 4:18 |
| 6.                                               | 「もっと遠くへ」          | 藤巻亮太 （M-14、作曲: 前田啓介 ） | 藤巻亮太 （M-14、作曲: 前田啓介 ） | レミオロメン、小林武史 | 小林武史、四家卯大   | 5:24 |
| 7.                                               | 「雨上がり」              | 藤巻亮太 （M-14、作曲: 前田啓介 ） | 藤巻亮太 （M-14、作曲: 前田啓介 ） | レミオロメン           |                      | 4:40 |
| 8.                                               | 「南風」                  | 藤巻亮太 （M-14、作曲: 前田啓介 ） | 藤巻亮太 （M-14、作曲: 前田啓介 ） | レミオロメン           | 小林武史、四家卯大   | 4:03 |
| 9.                                               | 「明日に架かる橋」        | 藤巻亮太 （M-14、作曲: 前田啓介 ） | 藤巻亮太 （M-14、作曲: 前田啓介 ） | レミオロメン、小林武史 |                      | 4:19 |
| 10.                                              | 「太陽の下」              | 藤巻亮太 （M-14、作曲: 前田啓介 ） | 藤巻亮太 （M-14、作曲: 前田啓介 ） | レミオロメン、小林武史 | 小林武史、四家卯大   | 5:09 |
| 11.                                              | 「Wonderful & Beautiful」 | 藤巻亮太 （M-14、作曲: 前田啓介 ） | 藤巻亮太 （M-14、作曲: 前田啓介 ） | レミオロメン、小林武史 |                      | 4:56 |
| 12.                                              | 「アイランド」            | 藤巻亮太 （M-14、作曲: 前田啓介 ） | 藤巻亮太 （M-14、作曲: 前田啓介 ） | レミオロメン、小林武史 | 小林武史、四家卯大   | 6:03 |
| 13.                                              | 「粉雪」                  | 藤巻亮太 （M-14、作曲: 前田啓介 ） | 藤巻亮太 （M-14、作曲: 前田啓介 ） | レミオロメン、小林武史 | 小林武史、四家卯大   | 5:23 |
| 14.                                              | 「紙ふぶき」              | 藤巻亮太 （M-14、作曲: 前田啓介 ） | 藤巻亮太 （M-14、作曲: 前田啓介 ） | レミオロメン、小林武史 | 小林武史             | 4:48 |
| 15.                                              | 「夢の蕾」                | 藤巻亮太 （M-14、作曲: 前田啓介 ） | 藤巻亮太 （M-14、作曲: 前田啓介 ） | レミオロメン、小林武史 | 小林武史、四家卯大   | 4:57 |
| 合計時間:                                        | 合計時間:                 | 合計時間:                          | 合計時間:                          | 73:59                  |                      |      |

### 解説
1. 「Sakura」
1st配信限定シングルの表題曲。アルバム初収録。
2. 「3月9日」
メジャー2ndシングルの表題曲。
3. 「スタンドバイミー」
3rdアルバムの収録曲。
4. 「電話」
メジャー1stシングルの表題曲。
5. 「ビールとプリン」
1stアルバムの収録曲。
6. 「もっと遠くへ」
両A面からなるメジャー12thシングルの表題1曲目。
7. 「雨上がり」
インディーズ1stシングルの表題曲。
8. 「南風」
メジャー5thシングルの表題曲。
9. 「明日に架かる橋」
3rdアルバムの収録曲。
10. 「太陽の下」
メジャー8thシングルの表題曲。
11. 「Wonderful & Beautiful」
メジャー11thシングルの表題曲。
12. 「アイランド」
1stライブアルバムの収録曲。
13. 「粉雪」
メジャー7thシングルの表題曲。
14. 「紙ふぶき」
3rdアルバムの収録曲。
15. 「夢の蕾」
メジャー13thシングルの表題曲。アルバム初収録。

## 収録映像曲
本編
1. モラトリアム
2. 1-2 Love Forever
3. 蒼の世界
4. ドッグイヤー
5. コスモス
6. 傘クラゲ
7. 電話
8. 五月雨
9. シフト
10. プログラム
11. MONSTER
12. 紙ふぶき
13. 粉雪
14. 南風
15. 雨上がり
16. スタンドバイミー

アンコール
1. 日めくりカレンダー
2. 3月9日
3. 明日に架かる橋
4. 太陽の下
5. 流星